# The Chance of a Lifetime
The Chance of a Lifetime é um filme de drama esportivo produzido no Reino Unido e lançado em 1916. Foi baseado no romance  de 1907 The Chance of a Lifetime, de Nat Gould.

## Elenco
- Queenie Thomas - Mrs. Edgar
- Austin Camp - Dick Douglas
- Fay Temple - Diana Lawson
- Harry Agar Lyons - Capitão Clinch
- Frank Petley
- Rohan Clensy
- Ernest Collins
- Will Asher